# Oberwitz

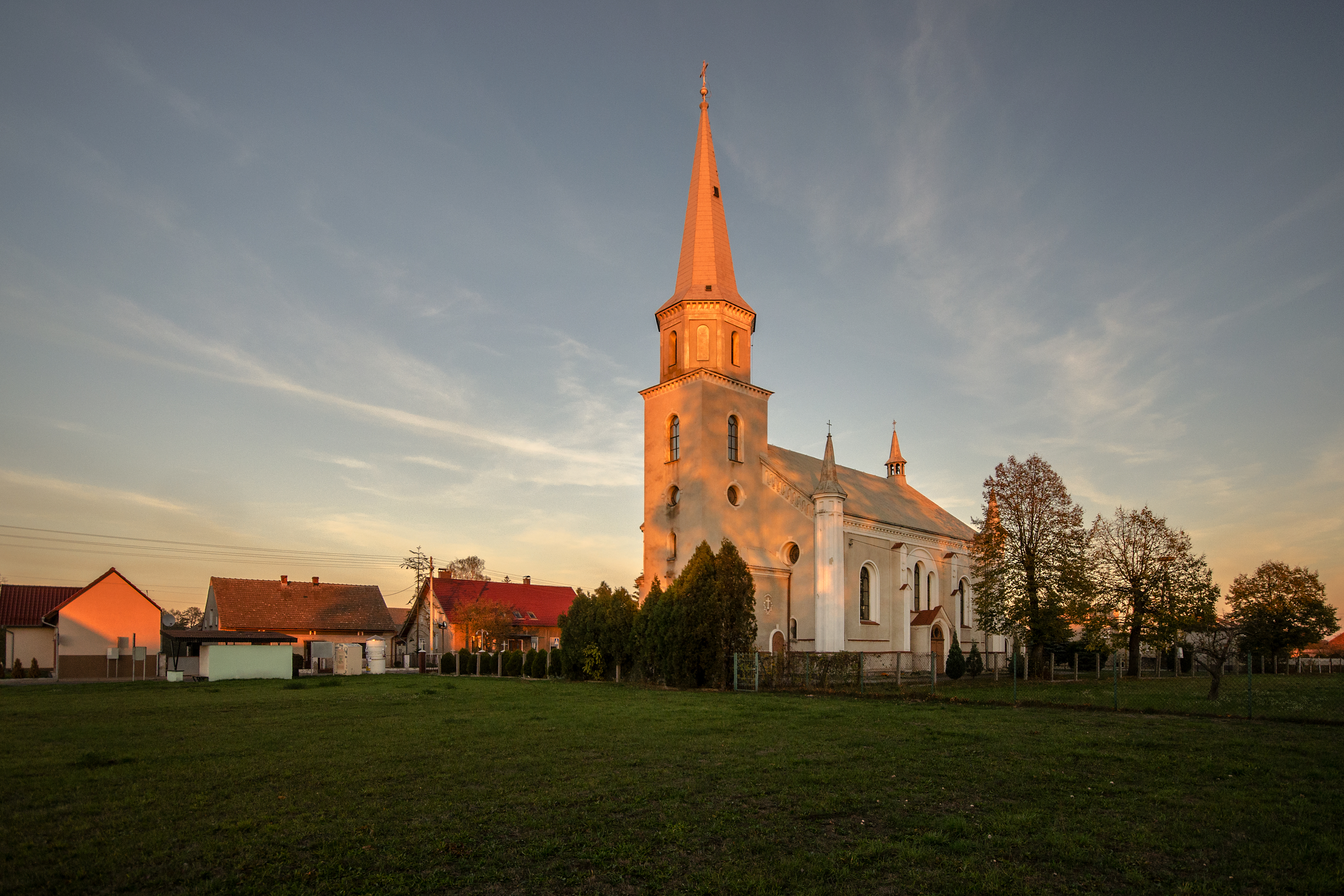
Johannes-der-Täufer-Kirche

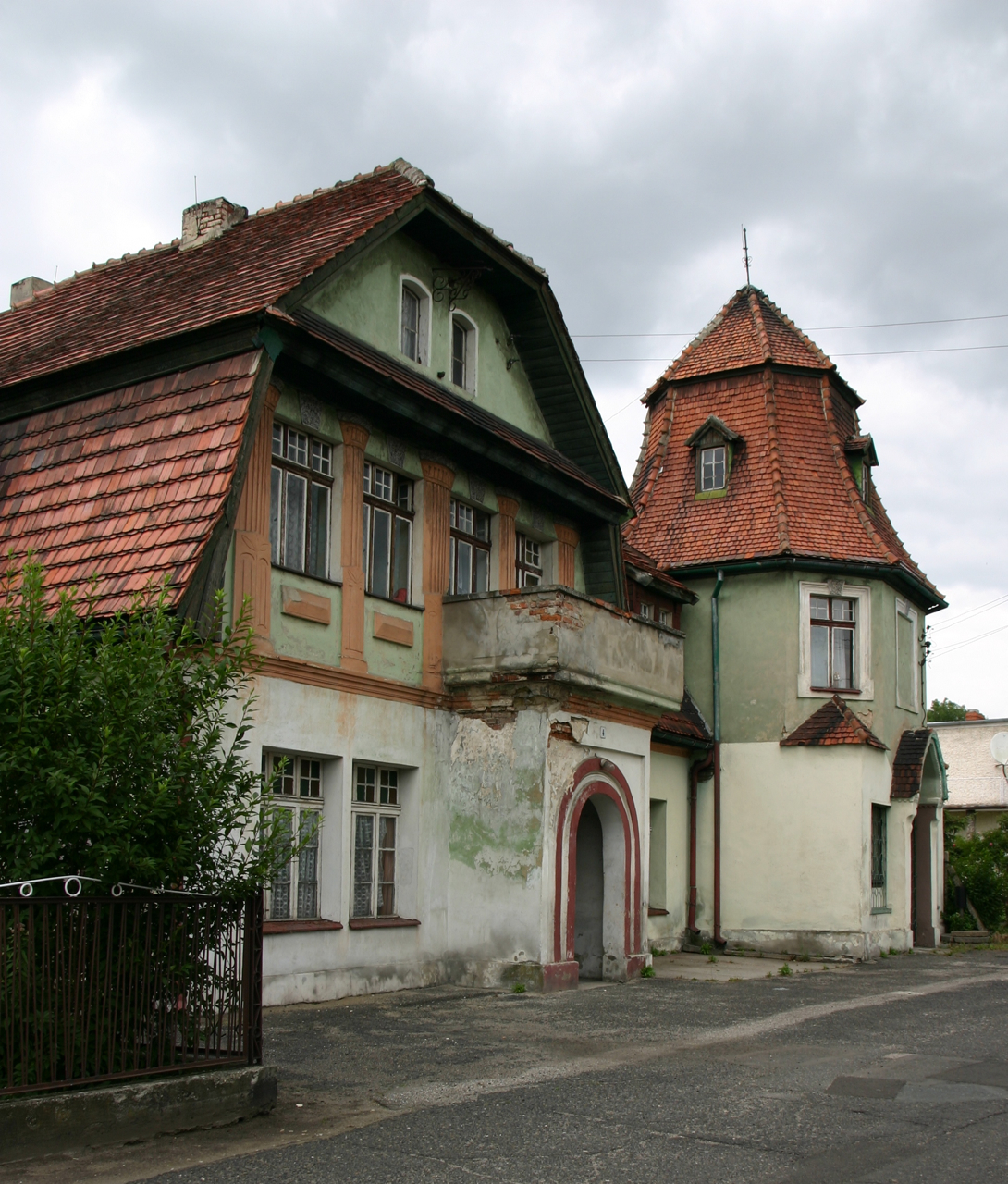
Wohnhaus in Oberwitz

Oberwitz (polnisch Obrowiec) ist ein Ort in der Stadt- und Landgemeinde Gogolin im Powiat Krapkowicki der  Woiwodschaft Opole in Polen.

## Geographie
Das Straßendorf Oberwitz liegt fünf Kilometer südlich von Gogolin, vier Kilometer südöstlich von Krapkowice (Krappitz) und 25 Kilometer südlich von Opole (Opole) in der Schlesischen Tiefebene  am rechten Ufer der Oder.
Durch den Ort verläuft die Woiwodschaftsstraße Droga wojewódzka 423.
Nachbarorte von Oberwitz sind im Nordwesten Krapkowice, im Norden Gogolin, im Osten Jasiona (Jeschona) und im Südosten Krępna (Krempa).

## Geschichte
Der Ort wurde 1352 erstmals urkundlich erwähnt. 1454 wurde der Ort als Obrowitz sowie 1531 als Obrowietz erwähnt.
Nach dem Ersten Schlesischen Krieg fiel Oberwitz 1742 mit dem größten Teil Schlesiens an Preußen.
Bis 1816 gehörte Oberwitz ursprünglich zum Neustädter Kreise. Nach der Neuorganisation der Provinz Schlesien gehörte die Landgemeinde Mallnie ab 1816 zum Landkreis Groß Strehlitz im Regierungsbezirk Oppeln. 1845 bestanden in Ort eine katholische Schule, zwei Wassermühlen, ein Sägewerk, eine Brennerei, ein Wirtshaus, ein Schiffsbauer und 60 Häuser. Im gleichen Jahr zählte Oberwitz 422 Einwohner, allesamt katholisch. 1865 hatte der Ort eine Brennerei und einen Kretscham.  Eingepfarrt waren die Bewohner nach Jeschona. Von 1869 bis 1884 wurde die Johanneskirche erbaut. 1874 wurde der Amtsbezirk Ottmuth gegründet, welcher die Landgemeinden Chorulla, Karlubitz, Mallnie, Oberwitz, Oderwanz und Ottmuth und die Gutsbezirke Dallnie Vorwerk, Emilienhof Vorwerk, Karlubitz und Oberwitz Vorwerk umfasste.
Bei der Volksabstimmung in Oberschlesien am 20. März 1921 stimmten 127 Wahlberechtigte für einen Verbleib bei Deutschland und 216 für Polen, im Gutsbezirk Oberwitz stimmten 77 Personen für Deutschland und 10 für Polen. Oberwitz verblieb beim Deutschen Reich. 1926 wurde in Oberwitz die Freiwillige Feuerwehr gegründet. 1933 lebten im Ort 730 Einwohner. 1939 hatte der Ort 763 Einwohner. Bis 1945 befand sich der Ort im Landkreis Groß Strehlitz.
1945 kam der bisher deutsche Ort unter polnische Verwaltung und wurde in Obrowiec umbenannt und der Woiwodschaft Schlesien angeschlossen. 1950 kam der Ort zur Woiwodschaft Oppeln. 1999 kam der Ort zum Powiat Krapkowicki. Am 30. April 2010 erhielt der Ort zusätzlich den amtlichen deutschen Ortsnamen Oberwitz.

### Tempelberg
Der Tempelberg oder Kopietz ist ein Hügel an der Oder in der Nähe von Oberwitz. Der bewaldete Hügel ist von einem ellipsenförmigen Wallring umgeben. Zwischen dem Wall und dem Hügel befindet sich ein mit Wasser gefüllter Graben. Aufgrund der Form handelt es sich beim Tempelberg wohl um eine künstlich geschaffene Anlage, die als Burgwall genutzt wurde. Man geht davon aus, dass die Anlage im 12. oder 13. Jahrhundert errichtet wurde.

## Sehenswürdigkeiten
- Die römisch-katholische Johannes-der-Täufer-Kirche (poln. Kościół św. Jana Chrzciciela) wurde zwischen 1869 und 1884 errichtet.[10]
- Dorfteich mit Holzsteg
- Hölzernes Wegekreuz
- Gedenkstein 80 Jahre Freiwillige Feuerwehr Oberwitz

## Vereine
- Deutscher Freundschaftskreis
- Freiwillige Feuerwehr OSP Obrowiec

## Söhne und Töchter des Ortes
- Ernst Wenzel (1840–1896), Mediziner und Hochschullehrer an der Universität Leipzig
- Joseph Faltin (1852–1933), deutscher Jurist und Mitglied des Deutschen Reichstags